# Szomi Kralj Béla
Szomi Béla (Eszék, 1960. november 20. –) szlovéniai magyar származású zenész, zeneszerző, dalszövegíró, költő, pedagógus, tankönyvszerző.

## Munkássága
Szomi Kralj Béla igazán színes egyénisége a szlovén világzenei életnek, muzsikájában harmonikusan ötvözi a magyar, szlovén, roma népzenei hagyományokat. A Kontrabant, a Nepridiprav együttes és a Kulturno umetniško društvo Kontrabant vezetője, a domžalei nemzetközi Etno-rock fesztivál szervezője. A Nepridiprav két gyermekdalokat tartalmazó lemezt adott ki, a Kontrabant pedig nyolc albumot jegyez, rajtuk olyan népdalokkal, amelyeket Domžalen gyűjtöttek.
Szomi Kralj Béla olyan jelentős szlovén zenészekkel dolgozott együtt, mint Tone Kregar, Adi Smolar, Vlado Poredoš és Miki Vlahovič.
Az utóbbi években számos gyerek, társadalomkritikai és szerelmi témájú verset írt.
Több hangszeren játszik, nevezetesen harmonikán, gitáron, buzukin, furulyán és szájharmonikán.
Végzettségét tekintve fizika-, csillagászat-, matematika-, logika- és sakktanár. Tizenkét tankönyvet és munkafüzetet írt általános iskolások számára.

## Diszkográfia
- Muravidék (The best of, magyar CD, 2018)
- Najboukše prešvercano (The best of kontrabant, szlovén CD, 2017)
- Hazatérés/Vrnitev domov (Kontrabant – koncert – virtuális CD, 2015)
- Távozóban (Kontrabant, 2015)
- V drhteči luči (Kontrabant, 2013)
- The Smuggling Gypsies, Kontrabant, 2011
- Dobri geni, Kontrabant, 2010
- Teh pesmi ne kaži svoji mami (intimna poezija v glasbi), Béla Szomi Kralj in Robéldulé, 2009
- Kdor ima srce (šegave ljudske pesmi iz arhiva-spomina naših babic), Mara Vilar népdalénekes együttműködésével, 2009
- Prešvercano / Smuggled–Kontrabant, 2004
- Ta okrogle in ta kosmate (szlovén népdalok), Stegn, 2004
- Z nogami v zrak, Kontrabant, 2001
- Naša družina (gyermekdalok), Nepridiprav, 2000
- Nepridiprav in radovedna Katra (gyermekdalok), Nepridiprav, 1998
- Regrat u salat, Kontrabant, 1997
- Utrinek/Akaun, Kontrabant, 1996

## Megzenésített versek
- Bence Lajos (Didergő fényben, Tenger, Mérgeim, Tél, Szíves szívtelen, Távozóban, Kettesben az öröklétben, Szerelmes vers, Váráson a proli, Óda a hazatérőhöz, 21. századi bordal, 4 waka) – szlovén és magyar nyelvben
- Pál Szomi (Márciusi ajándék, Aratódal, Mély a szemed fekete, Lendvavidék )
- Barbara Kova/Béla Szomi Kralj (Muravidék, Muravidék)
- Feri Lainšček (Kali djak, Akaun)
- Karel Turner (Adok egy dalt/Dal ti bom pesem – szlovén és magyar nyelvben, Ciganska, Moj klobuk, Fse san punčoke ponuco, Tou Džouži, Po starij cajtij zadiši)
- Uroš Vošnjak (Sin panonske sem ravnine, Dom praznih dni)
- Dušan Pečavar (Ste kot otrok leteli, Sanja, Dete moje)
- Bogdan Novak (Ljubezen je, Jaz sem blazno vate)
- Slavko Klančičar (Regrat u salat, Samo zate)
- Jože Livijen (Khale Roma khale)
- Szomi Kralj Béla (Ismerlek/Poznam te, Feri purdé, Bog požegnaj gospa, Kralj lahkih žensk, Dan potem... – kb. 40 vers)